# Оптимальное распределение ресурсов
Оптимальное распределение ресурсов – это задача выбора наилучшего c точки зрения некоторого критерия варианта использования ограниченных ресурсов.

## Задача выбора
Задача оптимального распределения ресурсов является центральной для экономики. Согласно одному из определений экономики, данному Лайонелом Роббинсом: 

Экономика — наука, изучающая человеческое поведение как отношение между целями и ограниченными средствами, имеющими альтернативное применение.
Потребности экономических агентов в отдельности и общества в целом превышают производственные возможности экономики. Так как количество ресурсов ограничено по сравнению с уровнем потребностей и ресурсы допускают различные варианты использования, то возникает проблема выбора оптимального варианта. В процессе выбора агенты и общество сталкиваются не только с необходимостью сравнивать прямые затраты и выгоды, связанные с различными вариантами поведения. Существуют также альтернативные издержки, связанные с отказом от других возможностей.
На макроуровне задача выбора сводится к ответу на три фундаментальных вопроса.
1. Что производить, то есть какие товары и услуги должны быть произведены и в каком количестве.
2. Как производить, то есть какие редкие (ограниченные) ресурсы должны быть при этом использованы.
3. Для кого производить, то есть как должны быть распределены произведенные товары и услуги в обществе и кто должен являться их потребителем.

## Микроэкономика
В микроэкономике задача оптимального выбора может быть сформулирована в виде задачи потребителя, которая описывает выбор потребителем оптимального товарного набора при заданных ценах и доходе. В данном случае потребитель распоряжается ограниченным доходом, стараясь достичь максимальной полезности. 
При изучении рынка труда задача потребителя (работника) состоит в оптимальном использовании времени: работник вынужден выбирать между количеством рабочего времени и временем отдыха, принимая во внимание ставку заработной платы и цены на товары и услуги, которые он может приобрести на заработанные деньги. В данном случае ограниченным ресурсом является время.
Фирмы также решают оптимизационные задачи, выбирая между различными производственными планами в попытке максимизировать прибыль или минимизировать издержки. В данном случае выбор фирмы ограничен производственными возможностями: количеством доступных факторов производства (и ценами на них) и уровнем технологий. Кроме того, на выбор оказывают влияние цены на конечную продукцию, которые определяют прибыль.

## Политическая экономика
С общественной точки зрения, задача оптимального выбора сводится к поиску наилучшей комбинации выпуска на границе производственных возможностей. Все точки, находящиеся на границе соответствуют полному (эффективному) использованию ресурсов. Выбор конкретной точки на кривой зависит от того, как устроены  предпочтения общества в целом. Проблемой агрегирования (суммирования) индивидуальных предпочтений занимается Теория общественного выбора.
С точки зрения политической экономики существует два основных механизма общественного выбора: плановый и рыночный. 

### Плановая экономика
В плановой экономике выбор осуществляется централизовано специальными органами, которые решают, какие именно товары и услуги должны быть произведены, какие ресурсы и технологии должны быть при этом использованы и кто будет являться конечным потребителем. Органы планирования могут принимать во внимание предпочтения отдельных групп экономических агентов, однако окончательный выбор остается за центральным планировщиком. Существует ряд проблем, связанных с централизованным выбором.
1. Трудности с агрегированием индивидуальных предпочтений. В силу теоремы Эрроу может не существовать механизма непротиворечивого агрегирования индивидуальных предпочтений (см. например, Парадокс Кондорсе).
2. Принципиальная рассеянность информации. Трудности со сбором необходимой информации (калькуляционный аргумент) приводят к тому, что центральный планировщик не может принимать оптимальные решения.
3. Доминирование политических факторов. При централизации полномочий может происходить подмена общественных предпочтений предпочтениями центрального планировщика (государства).

### Рыночная экономика
В рыночной экономике выбор осуществляется децентрализованно с использованием ценовых сигналов. В конкурентной экономике рост цен свидетельствует о повышенном спросе на благо (о его относительной редкости). Рост цен привлекает фирмы, так как высокие цены позволяют получать большую прибыль. Для производства пользующихся спросом благ фирмы задействуют ресурсы, вызывая переток капитала и рабочей силы из других отраслей. Кроме того, новые фирмы, входя на рынок, совершенствуют уровень технологий. Падение цен, связанное с насыщением рынка, ведет к снижению прибыли и ограничивает вход новых фирм, а значит ограничивает использование ресурсов в данной отрасли.
Рыночный механизм решает проблемы, характерные для плановой экономики. При этом его работа может быть неидеальной (провалы рынка). По целому ряду причин работа ценового механизма может быть искажена.
1. Монополизм, как и любая несовершенная конкуренция, приводит к появлению у фирм рыночной власти. Они могут повышать цену без сопоставимого повышения качества продукции.
2. Общественные блага – блага, которые обладают свойством неисключаемости. Их предоставление ограничивает возможности взымания платы. Поэтому даже при наличии высокого спроса, фирмы не могут обеспечивать их в достаточном количестве.
3. Экстерналии – ситуации, при которых выгоды и издержки от производства и потребления могут доставаться третьим лицам. Например, в отсутствие патентной системы выгоды от изобретений достаются широкому круг лиц, что снижает прибыль фирмы и подавляет инновации, даже несмотря на наличие спроса.

Обычно провалы рынка требуют корректировок со стороны государства.

### Смешанная экономика
Смешанная экономика сочетает в себе рынок с элементами государственного вмешательства. Государство за счет экономической политики может пытаться стимулировать отдельные секторы экономики и устранять провалы рынка. Примерами могут служить:
1. Предоставление общественных благ.
2. Предоставление налоговых льгот отдельным отраслям.
3. Антимонопольное регулирование.
4. Устранение экстерналий (например, Налог Пигу).

## Методы поиска оптимальных решений
Математически проблема оптимального выбора решается с помощью методов математической оптимизации.
Для случая линейной целевой функции и линейных ограничений могут использоваться методы линейного программирования.
В общем случае при нелинейной целевой функции и/или нелинейных ограничениях может использоваться метод множителей Лагранжа.
Если нелинейные ограничения заданы в виде неравенств, то используется обобщение метода множителей Лагранжа – метод Карушка-Куна-Такера.